# Maria Eugênia Villarta
Maria Eugênia Simi Villarta Cardoso, mais conhecida como Maria Eugênia Villarta (Taubaté, 25 de janeiro de 1958), é uma empresária, artista plástica e ex-modelo brasileira. Modelo que mais fez capas de revistas no Brasil até hoje, teve seu rosto estampado em aproximadamente 300 delas, além de ter sido exclusiva da grife Marcelo Beauty e da L'Oréal por muitos anos.
Artista plástica premiada, além de duas menções honrosas, recebeu também medalhas de primeiro e segundo lugares (duas pratas e um bronze). Suas obras fazem parte dos acervos artísticos da Assembleia Legislativa do Estado de São Paulo, da Câmara Municipal de Santarém, Portugal, e da Prefeitura de Vinhedo, Estado de São Paulo.

## Carreira

### Moda
Maria Eugênia começou sua carreira em 1977, aos 18 anos, quando decidiu por iniciativa própria ir a uma agência para tentar a carreira de modelo. Após algumas fotos, um book e alguns contatos, foi logo chamada pela Editora Abril para seu primeiro trabalho, a capa da Claudia de janeiro de 1978.
Embora não fosse alta — 1,63 metro de altura —, sua beleza incomum, junto com um rosto harmonioso em qualquer ângulo, agregado a uma grande fotogenia, abriram-lhe imediatamente as portas para o mundo da moda, fazendo-a estampar capas e editoriais de várias revistas, entre elas Nova, Manequim e Vogue, além de trabalhos importantes como modelo exclusiva de Marcelo Beauty e para a L'Oréal. Chamada por Hans Donner, participou da abertura da novela das oito da TV Globo Champagne, que foi exibida entre 24 de outubro de 1983 e 4 de maio de 1984, o que lhe trouxe grande projeção nacional. Sua carreira como modelo a levou também ao exterior, tendo vivido por meses em Nova Iorque, Estados Unidos.
Tida como a modelo que mais fez capas de revistas no Brasil até hoje, teve seu rosto estampado em aproximadamente 300 revistas. 250 destas fotos foram expostas pelo Taubaté Shopping em 1994, na mostra As mil e uma faces de Maria Eugênia — entre as fotos, as da abertura da novela Champagne, da TV Globo, vários cartazes, catálogos, propagandas em revistas, editoriais e até outdoors de campanhas de maquiagem.
Em 1980, ela fez uma pequena participação na novela Água Viva, de Gilberto Braga, interpretando a personagem Cristina.

### Artes plásticas

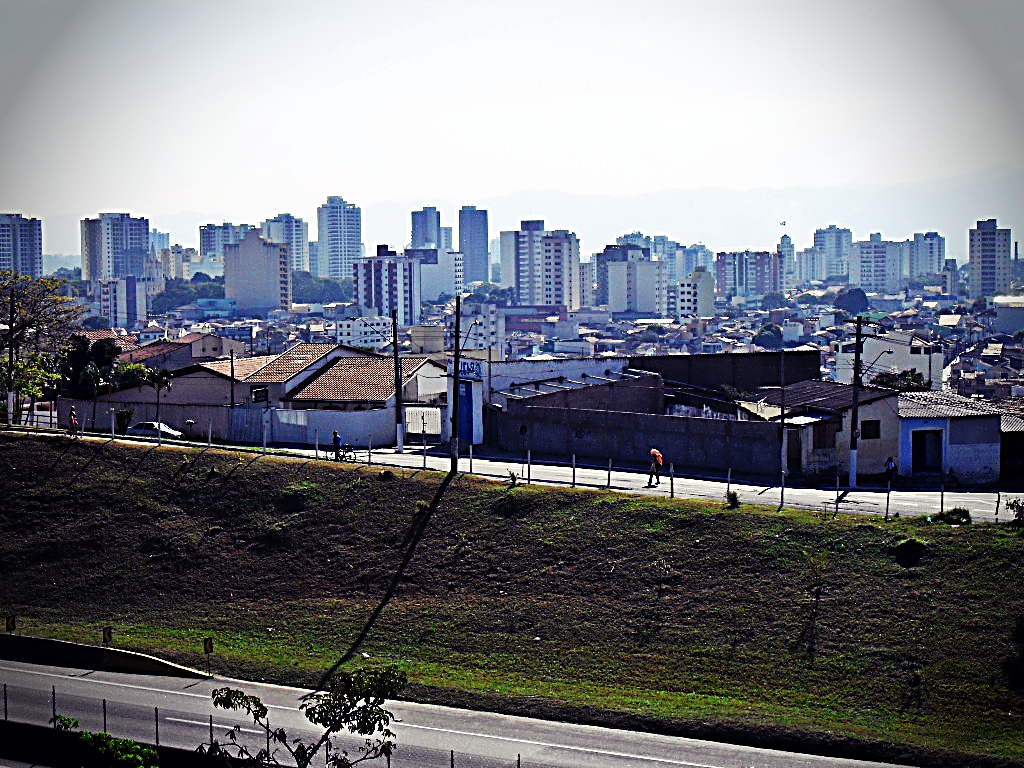
Taubaté – SP, cidade natal com a qual a artista mantém ainda fortes vínculos.

Em 1992, após quinze anos de carreira, Maria Eugênia decidiu sair da moda e abrir um ateliê de pintura em São Paulo, tornando-se uma reconhecida artista plástica.
Formada em 1978 pela Escola Pan-Americana de Arte e Design de São Paulo e em 1990 pela Fundação Armando Álvares Penteado, entre 1992 e 2002 expôs em vários salões nacionais de exposição de arte, em cidades como São Paulo, Rio de Janeiro e São Bernardo do Campo. Já em 2004 a artista foi convidada e expôs em Santarém, Portugal.
Suas obras fazem parte dos acervos artísticos da Assembleia Legislativa do Estado de São Paulo, da Câmara Municipal de Santarém, Portugal, e da Prefeitura Municipal de Vinhedo, Estado de São Paulo.

## Vida pessoal
Em 2004, reconhecida como personalidade taubateense por sua contribuição artística à cultura local e brasileira, foi agraciada com a maior honraria da cidade: a Comenda Jacques Félix. Já em 26 de setembro de 2022, a empresária recebeu da Câmara Municipal de São Paulo o título de Cidadã Paulistana por seus serviços prestados à cidade.
A empresária é casada com o engenheiro Jomar Miguel Alegre Cardoso desde 1976, com quem se mudou definitivamente para São Paulo em 1978 e tem cinco filhos.